# René Burri

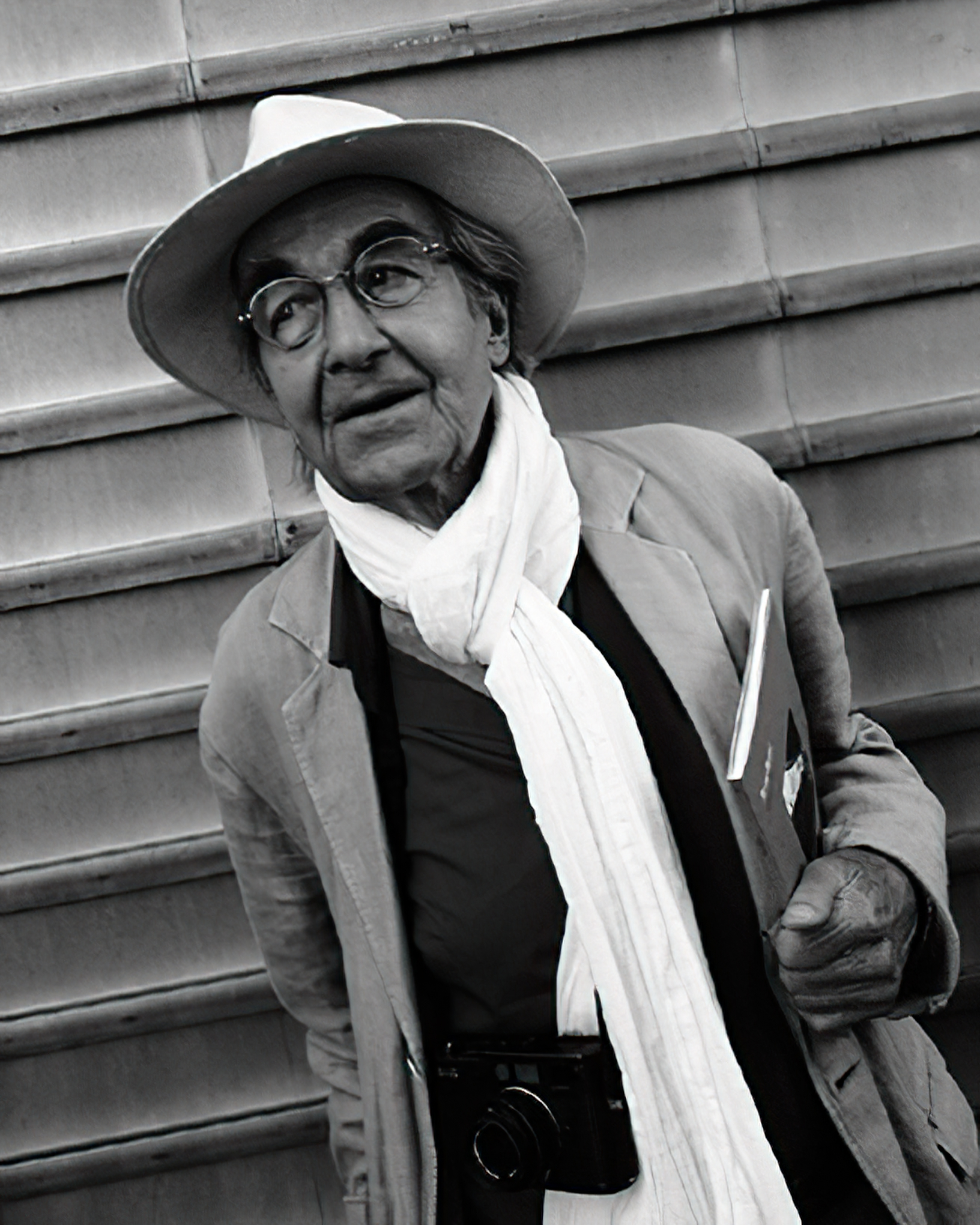
René Burri (2010)
Foto: Erling Mandelmann

René Burri (* 9. April 1933 in Zürich; † 20. Oktober 2014 ebenda) war ein Schweizer Fotograf. Er wurde 1959 Vollmitglied der Agentur Magnum Photos. Sein Nachlass wird vom Museum Photo Elysée in Lausanne verwaltet.

## Leben
René Burri machte sein erstes Foto einer prominenten Person im Alter von 13 Jahren in Zürich von Winston Churchill. Zum Fotografen ausbilden liess er sich ab 1950 an der Kunstgewerbeschule in Zürich (heute Zürcher Hochschule der Künste, ZHdK) bei Hans Finsler, Alfred Willimann und Johannes Itten. Neben bildjournalistischen Arbeiten machte er auch Dokumentarfilme und war zeitweise als Kameraassistent bei einer Walt-Disney-Produktion tätig. 1955 erstellte er eine Fotoreportage über die Arbeit der Zürcher Musikpädagogin Mimi Scheiblauer mit taubstummen Kindern, die er dann bei der Fotoagentur Magnum einreichte und den Zuschlag erhielt. Nach 1956 arbeitete er weltweit als Fotoreporter.
Seine ersten Bildberichte wurden in Schweizer Zeitschriften wie Du und Camera gedruckt. Mit seiner internationalen Tätigkeit im Fotojournalismus wurden seine Bildberichte immer mehr in renommierten Magazinen wie Look, Paris Match, Life, Stern und Geo veröffentlicht.
1960 trat René Burri mit einer Reportage und Ausstellung Die Deutschen an die Öffentlichkeit. Durch seine „Neutralität“ als Schweizer hatte er die Möglichkeit, Bilder sowohl in der DDR als auch in Westdeutschland aufzunehmen und so die beiden Seiten des geteilten Deutschland aus seinem persönlichen Blickwinkel darzustellen. Dieses Material verarbeitete er später zu einem Buch (Erstauflage 1962), dessen Neuauflagen er bis in die 1990er Jahre um aktuelle Fotos, u. a. des Falls der Berliner Mauer, ergänzte.
Damit glückte ihm wohl als Einzigem der Versuch, ein Bild Deutschlands vor und nach dem Mauerbau sowie vor und nach dem Mauerfall zu zeigen.
1962 porträtierte Burri beim Treffen der Gruppe 47 in Berlin Ingeborg Bachmann, Uwe Johnson und Günter Grass. Besonders bekannt wurde er 1963 durch seine Bilder des Zigarre rauchenden kubanischen Industrieministers Ernesto Che Guevara. Weitere bekannte Persönlichkeiten, die er porträtierte, waren Pablo Picasso, Alberto Giacometti, Jean Tinguely und Le Corbusier. 
Ab 1959 war Burri vollwertiges Mitglied der Fotoagentur Magnum, deren korrespondierendes Mitglied er durch die Bekanntschaft mit Werner Bischof schon 1956 geworden war. 1988 wurde er Art Director der Schweizer Illustrierten. 2011 wurde er mit dem Swiss Press Photo Life Time Achievement Award für sein Lebenswerk ausgezeichnet.
1963 heiratete er Rosellina Bischof, die damals als Leiterin der Fotoagentur «Magnum Schweiz» fungierte. Sie zeichnete für wegweisende Fotoausstellungen mit Bildern von «Magnum»-Fotografen in der Schweiz verantwortlich. Die Witwe des 1954 verstorbenen Magnum-Fotografen Werner Bischof, kümmerte sich nach dessen Tod um die Verbreitung und Vermittlung seines Werkes und war zudem an Filmen und Publikationen von René Burri massgeblich beteiligt. Rosellina Burri-Bischof, mit der Burri Vater zweier Kinder wurde, starb 1986. In zweiter Ehe war er mit Clotilde Blanc verheiratet, mit der er 1994 einen Sohn bekam. Sie lebten in Zürich und Paris.
Am 20. Oktober 2014 starb Burri im Alter von 81 Jahren an einer Krebserkrankung zu Hause in Zürich.
2020 wurde in einer grossen Ausstellung im Musée de l’Elysée in Lausanne der Fotograf René Burri auch als Grafiker und Zeichner entdeckt.

## Werk
René Burri war nicht ausschliesslich das Drücken auf den Auslöser der Kamera zum richtigen Zeitpunkt am richtigen Ort wichtig, sondern die Geschicklichkeit bei der Nachbereitung von Bildern. Seine Aufmerksamkeit galt ebenso der Wahl des Bildausschnitts, dem Hervorheben bestimmter Bildelemente und der Typografie der Legenden. Wie ein Grafiker achtete er auf den visuellen Gesamteindruck.
Die Bilder stellten für Burri eine neu komponierte Realitätsspiegelung dar, nicht eine abgebildete Realität. Zu seinen Stilelementen gehört neben anderen die Unschärfe im Vordergrund, so dass das Hauptmotiv in den Mittel- oder Hintergrund gesetzt wird oder Bildkompositionen, in denen verschiedene Szenen in einer Fotografie gebündelt sind – so schuf Burri durch die nachträgliche Wahl des Bildausschnitts beispielsweise zuvor nicht existierende Zusammenhänge. Oft rekurrierte Burri bei seinen Reportagen auf frühere Arbeiten und stellte diese in einen aktuellen Kontext. In den späteren Jahren überarbeitete er seine Schwarz-Weiss-Bilder durch Übermalungen und Fotomontage.
Mit seinem Werk hat Burri zusammen mit anderen die Geschichte des Menschen fortgeschrieben, mit der Edward Steichen 1955 in seiner Wanderausstellung The Family of Man nach den Erfahrungen des Krieges das Verständnis zwischen den Menschen fördern wollte: Seine über 30.000 Lichtbilder werden vom Musée de l’Elysée in Lausanne beherbergt und von einer Stiftung beaufsichtigt. Zu dem Nachlass des auf Fotografie spezialisierten Elysée-Museums zählen 170.000 Farbdias, zehntausende Papierabzüge und Kontaktbögen, 150 Skizzenhefte, zwei Dutzend Filmrollen, dazu Notizbücher, Collagen und Briefe.

## Fotobücher (Auswahl)
- Die Deutschen. Mit Gedichten von Hans Magnus Enzensberger. Fretz & Wasmuth, Zürich 1962 (gleichzeitige frz. Ausg.: Les Allemands, Robert Delpire, Paris), deutsche Ausgabe zuletzt als 3., erweiterte Auflage mit einer Einführung von Hans-Michael Koetzle. Schirmer/Mosel, München 1999, ISBN 3-88814-988-6.
- Che Guevara, mit einer Einleitung von François Maspero, Reihe Photo Poche. Nathan, Paris 1977
- One World. Fotografien und Collagen 1950–1983. Benteli, Bern 1984, ISBN 3-7165-0442-4.
- Ein amerikanischer Traum: Photographien aus der Welt der NASA und des Pentagon. Greno Verlag, Nördlingen 1986, ISBN 3-89190-742-7.
- 77 Strange Sensations. Story by Barry Gifford. Edition Dino Simonett, Zürich 1998, ISBN 3-9521375-3-7.
- Arthur Rüegg (Hrsg.): Le Corbusier (Konzeption mit René Burri). Birkhäuser, Basel 1999, ISBN 978-0-8176-5999-8.
- Luis Barragán. Phaidon, London 2000, ISBN 0-7148-9082-0.
- Fotografien (Texte von Hans-Michael Koetzle). Ed. Phaidon, Berlin 2004, ISBN 0-7148-9385-4.
- Blackout New York: 9. November 1965. Moser, München 2009, ISBN 978-3-9812344-3-5.
- Arthur Rüegg (Hrsg.): Brasilia/René Burri. Scheidegger & Spiess, Zürich 2011, ISBN 978-3-85881-307-7.

## Artikel
- Chicago: Bauhaus der Neuen Welt. In: Geo-Magazin. Hamburg 1979, 10, ISSN 0342-8311, S. 8–32.
- Fifth Avenue: New Yorks bestes Stück. In: Geo-Magazin. Hamburg 1980, 6,  ISSN 0342-8311, S. 8–34. „Von allen Traumstraßen der Welt ist diese wohl die reichste: an Dollars, wie auch an Kontrasten.“ Fotos zum Bericht von Wolf D. Rogosky.

## Ausstellungen (Auswahl)
- 1966: China, Galerie Form, Zürich
- 1967: René Burri Retrospective, Art Institute, Chicago
- 1971: 50 Photographies de René Burri, Galerie Rencontre, Paris
- 1972: René Burri Retrospective, Raffi Photo Gallery, New York; Il Diaframma, Mailand
- 1980/1981: Die Deutschen, Folkwang Museum, Essen; Galerie Rudolf Kicken, Köln; Galerie Nagel, Berlin
- 1984/1985: One World, Kunsthaus Zürich, Zürich; Berner Photo-Galerie, Bern; Centre National de la Photographie et Palais de Tokyo, Paris; Musée des arts décoratifs, Lausanne (1985–1995 auch in Neu-Delhi, Havanna, New York, Bratislava und Ostrava)
- 1987: Dans la familiarité de Corbu, Musée de l’Elysée, Lausanne. An American Dream, International Center of Photography, New York
- 1994: Dialogue avec Le Corbusier, Museo de arte moderno de Medellàn, Medellàn (1995 auch in Curitiba, São Paulo, Rio de Janeiro, Brasilia und Lima)
- 1995: Le Paris de René Burri, Centre Culturel Suisse, Paris 1997 Che, Fnac-Forum, Paris; Galerie R. Mangisch, Zürich (1997–2001 auch in Barcelona, Lille, Lissabon)
- 1998: 77 Strange Sensations, Villa Tobler, Zürich Die Deutschen, Fotografie Forum International, Frankfurt am Main (1998–2003 auch in Kaufbeuren, Velbert, Toulouse und Burghausen)
- 2002: Berner Blitz, Galerie Karrer, Zürich
- 2004: René Burri – Rétrospective 1950–2000, Maison Européenne de la Photographie, Paris; Musée de l’Elysée, Paris.
- 2005: Lausanne (auch in Mailand und Zürich) René Burri: Utopia – Architecture et Architecte, Hermès Gallery, New York; Leica Gallery, Prag
- 2005: René Burri: Photos de Jean Tinguely & Cie, Musée Tinguely, Basel René Burri: Utopia – Architecture et Architecte, Ausstellungsraum Klingental, Basel
- 2010: René Burri: Vintage Prints - Le Corbusier Museum Bellerive, Zürich
- 2010: I tedeschi. La Germania degli anni Sessanta nelle fotografie di René Burri, Pordenone (Italien), Galleria Sagittaria, Centro Iniziative Culturali Pordenone
- 2010: René Burri – Fotografien, Kunst Haus Wien[14].
- 2011: Two Worlds, Galerie Burgerstocker, Zürich
- 2012: Burri in motion – 50 Jahre Cinéma, Galerie Burgerstocker, Zürich
- 2013: Doppelleben, Museum für Gestaltung, Zürich[15].
- 2014: Doppelleben, OstLicht, Wien
- 2020: René Burri. Explosion des Sehens. Musée de l’Elysée, Lausanne[16].

## Auszeichnungen
- 1955: Eidgenössischer Preis für Gestaltung
- 1957: Eidgenössischer Preis für Gestaltung
- 1998: Dr.-Erich-Salomon-Preis
- 1998: Ehrengabe aus dem Kunstkredit des Kantons Zürich
- 2006: Ehrenmitgliedschaft der Royal Photographic Society
- 2011: Lifetime Achievement Award, Swiss Press Photo